# Refuge Usciolu
Il refuge Usciolu è un rifugio alpino che si trova nel comune di Cozzano, in Corsica, a 1.750 m d'altezza ai piedi del monte Formicola (1.981 m). Ha una capienza di 32 posti letto.